# Cinematógrafo nacional
Cinematógrafo Nacional es una revista musical, etiquetada como "revista cómico - lírica" y presentada en un acto, dividido en cinco cuadros y una apoteosis, con libreto de Guillermo Perrín y Miguel Palacios, y música del maestro Gerónimo Giménez. Se estrenó en el Apolo de Madrid, el 10 de mayo de 1907.
La revista musical, experimentó a principios del siglo XX, una gran transformación, dejándose influir por una creciente ola de erotismo con grandes efectos escénicos y un más o menos superficial trasfondo político y social. Cinematógrafo nacional podría considerarse como ejemplo de ello. Los autores hacen gala de una trama rica en situaciones sicalípticas, arremetiendo contra el cinematógrafo, innovación que se hacía muy popular en aquellos momentos y amenazaba con quitarles el público y las lentejas.
En el apartado musical, Giménez Bellido, mezcla las melodías llenas de garbo y sencillez, con su habilidad como orquestador, creando piezas como El Couplé de las Películas, a ritmo de tango, o La marcha del Batallón Sicaliptico.

## Argumento
La acción transcurre en la capital de España al inicio del siglo XX. Benito, un pobre hombre cuya mala suerte le persigue, trata de suicidarse en el estanque del Parque del Retiro de Madrid, cuando estalla una tormenta y aparece ante él la Chispa eléctrica; ella le sugiere que olvide sus intenciones y cambie su porvenir abriendo un Cinematógrafo Nacional, para mostrar ese nuevo invento y así hacerse rico.
Aparece la fachada del Congreso de los Diputados, convertida en un organillo modelo «limonaire», dando entrada al popular Cinematógrafo. En él se exhiben las distintas películas; la primera es una escena sobre los conflictos entre el Consumero y varios grupos que quieren entrar a Madrid. La segunda es el palacio de la sicalipsis y la tercera es la kermés celebrada en dicho lugar, y el tradicional sorteo en el que resultará agraciado un espectador. La obra concluye en realidad, cuando se encienden las luces y un joven explica al espectador agraciado, que todo era una película.

## Números musicales
- Acto único

- - Preludio (Orquesta)

- - Escena: "¡Qué barbaridad! Vaya una tardecita que se ha puesto"

- - Polka del Cinematógrafo: "Todo por mi fuerza moviéndose esta"

- - Couplets - Tango de las películas: "Miranos que somos bellas"

- - Jota de los consumos: "Por este fielato del oscurantismo"

- - Salida de los Aragoneses (Orquesta)

- - Canción de las Toreras: "De Iberia nos vamos que allí too es Francés"

- - Baile del ¡Pam Pam!:  "Se ha prohibido porque manda Don Antonio el Capellán"

- - Quinteto de la Abstención: "Con esta musiquita antigua y nacional"

- - Escena de la Diosa del Tango: "Ego sum leguito del convento"

- - Tango de la Sicalipsis: "De una pulga que pica y salta de un minino mu retozón"

- - Baile de las vestales: "Vestales alegres de la Sicalipsis"

- - Marcha del batallón Sicalíptico, Apoteosis y Final: "Ahora vas a ver"

## Personajes Principales
- Benito, pobre desgraciado al que persigue la mala suerte.

- Chispa Eléctrica, salvadora de Benito

- Diosa del Tango, embajadora Psicaliptica

- El Tío Vivo.

- El Tío Cana.

- Toribio

- Simona

- Japonesa

- Gaucha

- Aragonés